# Lista de prêmios e indicações recebidos por The Walking Dead
The Walking Dead é uma série de televisão norte-americana pós-apocalíptica de terror baseada na série de quadrinhos de mesmo nome de Robert Kirkman, Tony Moore e Charlie Adlard. Desenvolvida para a televisão por Frank Darabont, a série vai ao ar exclusivamente na AMC nos Estados Unidos e é transmitida internacionalmente pela Fox Networks Group e Disney+. A história segue um grupo de sobreviventes, inicialmente liderados por Rick Grimes (Andrew Lincoln), enquanto tentam sobreviver a um apocalipse zumbi após uma pandemia mortal. A série estreou em 31 de outubro de 2010 e foi concluída em 20 de novembro de 2022.

## AFI Awards
| Ano  | Categoria                    | Nomeado(s)                               | Resultado |
| ---- | ---------------------------- | ---------------------------------------- | --------- |
| 2010 | Programa da Televisão do Ano | Frank Darabont, Denise M. Huth, Tom Luse | Venceu    |
| 2012 | Programa da Televisão do Ano | The Walking Dead                         | Venceu    |

## Artios Awards
| Ano  | Categoria                   | Nomeado(s)                                                       | Resultado |
| ---- | --------------------------- | ---------------------------------------------------------------- | --------- |
| 2011 | Piloto da Televisão — Drama | Sharon Bialy, Lisa Mae Fincannon, Sherry Thomas, Craig Fincannon | Indicado  |

## Bram Stoker Award
| Ano  | Categoria | Nomeado(s)                                                 | Resultado |
| ---- | --------- | ---------------------------------------------------------- | --------- |
| 2011 | Roteiro   | Scott M. Gimple (pelo episódio "Save the Last One")        | Indicado  |
| 2011 | Roteiro   | Scott M. Gimple (pelo episódio "Pretty Much Dead Already") | Indicado  |

## Cinema Audio Society Awards
| Ano  | Categoria                              | Nomeado(s)                                                                   | Resultado |
| ---- | -------------------------------------- | ---------------------------------------------------------------------------- | --------- |
| 2012 | Mixagem de Som para Série de Televisão | Gary D. Rogers, Bartek Swiatek, Dan Hiland (pelo episódio "What Lies Ahead") | Indicado  |

## Critics' Choice Television Awards
| Ano  | Categoria             | Nomeado(s)       | Resultado |
| ---- | --------------------- | ---------------- | --------- |
| 2011 | Melhor Série de Drama | The Walking Dead | Indicado  |

## Directors Guild of America Award
| Ano  | Categoria                          | Nomeado(s)                                     | Resultado |
| ---- | ---------------------------------- | ---------------------------------------------- | --------- |
| 2011 | Melhor Direcção em Série Dramática | Frank Darabont (pelo episódio "Days Gone Bye") | Indicado  |

## Dorian Awards
| Ano  | Categoria                       | Nomeado(s)       | Resultado |
| ---- | ------------------------------- | ---------------- | --------- |
| 2011 | Performance da TV do Ano: Drama | The Walking Dead | Indicado  |

## Eddie Awards
| Ano  | Categoria                                                       | Nomeado(s)                                        | Resultado |
| ---- | --------------------------------------------------------------- | ------------------------------------------------- | --------- |
| 2011 | Melhor Série de Editada de Uma Hora para Comercial de Televisão | Hunter M. Via (pelo episódio "Days Gone Bye")     | Venceu    |
| 2012 | Melhor Série de Editada de Uma Hora para Comercial de Televisão | Hunter M. Via (pelo episódio "Save the Last One") | Indicado  |

## Emmy Awards
| Ano  | Categoria                                                      | Nomeado(s) | Resultado |
| ---- | -------------------------------------------------------------- | --- | --------- |
| 2011 | Melhor Maquiagem para uma Série, Minissérie, Filme ou Especial | Jake Garber, Howard Berger, Garrett Immel, Gregory Nicotero, Jaremy Aiello, Andy Schoneberg (pelo episódio "Days Gone Bye")                                                           | Venceu    |
| 2011 | Edição de Som para Séries                                      | Darleen Stoker, Walter Newman, Michael Baber, Jerry Edemann, Kenneth Young, David Lee Fein, Hilda Hodges (pelo episódio "Days Gone Bye")                                              | Indicado  |
| 2011 | Efeitos Visuais Especiais para Séries                          | Jason Sperling, Kristin Johnson, Sam Nicholson, Kent Johnson, Michael Enriquez, Christopher D. Martin, Anthony Ocampo, Michael Cook, Gregory Nicotero (pelo episódio "Days Gone Bye") | Indicado  |
| 2012 | Melhor Maquiagem para uma Série, Minissérie, Filme ou Especial | Jake Garber, Andy Schoneberg, Kevin Wasner, Gino Crognale, Carey Jonse (pelo episódio "What Lies Ahead")                                                                              | Pendente  |
| 2012 | Edição de Som para Séries                                      | Jerry Ross, Lou Thomas, Tim Farrell, Phil Barrie, David Lee Fein, Hilda Hodges (pelo episódio "Beside the Dying Fire")                                                                | Pendente  |
| 2012 | Efeitos Visuais Especiais para Séries                          | Victor Scalise, Jason Sperling, Darrell Pritchett, Eddie Bonin, Valeri Pfahning, Spence Fuller, Martin Hilke (pelo episódio "Beside the Dying Fire")                                  | Pendente  |

## Golden Globes Awards
| Ano  | Categoria                         | Nomeado(s)       | Resultado |
| ---- | --------------------------------- | ---------------- | --------- |
| 2011 | Melhor Série de Televisão — Drama | The Walking Dead | Indicado  |

## Golden Reel Awards
| Ano  | Categoria                                                                                  | Nomeado(s) | Resultado |
| ---- | ------------------------------------------------------------------------------------------ | --- | --------- |
| 2011 | Melhor Edição de Som Editado em Forma Curta — Diálogo e Substituição de Diálogo Automático | Kenneth Young, Bruce M. Honda, Darleen Stoker, Lou Thomas, Walter Newman (pelo episódio "Guts")                                              | Venceu    |
| 2011 | Melhor Edição de Som: Efeitos Sonoros em Forma Longa na Televisão                          | Walter Newman, Kenneth Young, Jerry Edemann, David Lee Fein, Hilda Hodges, Darleen R. Stoker, Peter Reynolds (pelo episódio "Days Gone Bye") | Indicado  |
| 2011 | Melhor Som Editado: Diálogo de Forma Longa e ADR na Televisão                              | Walter Newman, Kenneth Young, Darleen R. Stoker, Lou Thomas, Bruce Honda, Skip Schoolnik (pelo episódio "Days Gone Bye")                     | Indicado  |
| 2012 | Melhor Edição de Som: Efeitos Sonoros em Forma Longa na Televisão                          | Gary D. Rogers, Gregg Barbanell, Pamela Kahn, Stacey Michaels (pelo episódio "What Lies Ahead")                                              | Venceu    |
| 2012 | Melhor Som Editado: Diálogo de Forma Longa e ADR na Televisão                              | Jerry Ross, Lou Thomas, Steffan Falesitch, Karyn Foster (for the episode "What Lies Ahead")                                                  | Indicado  |
| 2012 | Melhor Edição de Som: Diálogo de Forma Curta Dialogue e ADR na Televisão                   | Jerry Ross, Lou Thomas, Steffan Falesitch (pelo episódio "Save the Last One")                                                                | Indicado  |

## International Cinematographers Guild
| Ano  | Categoria                                                    | Nomeado(s)       | Resultado |
| ---- | ------------------------------------------------------------ | ---------------- | --------- |
| 2011 | Maxwell Weinberg Publicist Showmanship Awards para Televisão | The Walking Dead | Indicado  |

## People's Choice Awards
| Ano  | Categoria                            | Nomeado(s)                     | Resultado |
| ---- | ------------------------------------ | ------------------------------ | --------- |
| 2011 | Melhor Show Série de Ficção/Fantasia | The Walking Dead               | Indicado  |
| 2014 | Melhor Drama de TV a Cabo            | The Walking Dead               | Venceu    |
| 2014 | Melhor Anti-Herói da TV              | Rick Grimes - The Walking Dead | Venceu    |

## Satellite Awards
| Ano  | Categoria                 | Nomeado(s)       | Resultado |
| ---- | ------------------------- | ---------------- | --------- |
| 2011 | Melhor Série de Televisão | The Walking Dead | Indicado  |

## Saturn Awards
| Ano  | Categoria                             | Nomeado(s)          | Resultado |
| ---- | ------------------------------------- | ------------------- | --------- |
| 2010 | Melhor Apresentação de Televisão      | The Walking Dead    | Venceu    |
| 2010 | Melhor Ator de Televisão              | Andrew Lincoln      | Indicado  |
| 2010 | Melhor Atriz de Televisão             | Sarah Wayne Callies | Indicado  |
| 2010 | Melhor Ator Convidado de Televisão    | Noah Emmerich       | Indicado  |
| 2010 | Melhor Ator Coadjuvante de Televisão  | Steven Yeun         | Indicado  |
| 2010 | Melhor Atriz Coadjuvante de Televisão | Laurie Holden       | Indicado  |
| 2011 | Melhor Apresentação de Televisão      | The Walking Dead    | Venceu    |
| 2011 | Melhor Ator Coadjuvante de Televisão  | Norman Reedus       | Indicado  |
| 2011 | Prémio Inovação                       | Robert Kirkman      | Venceu    |

## Television Critics Association Awards
| Ano  | Categoria                   | Nomeado(s)       | Resultado |
| ---- | --------------------------- | ---------------- | --------- |
| 2011 | Melhor Programa Novo do Ano | The Walking Dead | Indicado  |

## Teen Choice Awards
| Ano  | Categoria                | Nomeado(s)       | Resultado |
| ---- | ------------------------ | ---------------- | --------- |
| 2011 | Choice TV: Breakout Show | The Walking Dead | Indicado  |

## TP de Oro
| Ano  | Categoria                | Nomeado(s)       | Resultado |
| ---- | ------------------------ | ---------------- | --------- |
| 2012 | Melhor Série Estrangeira | The Walking Dead | Indicado  |

## TV Quick Awards
| Ano  | Categoria             | Nomeado(s)                               | Resultado |
| ---- | --------------------- | ---------------------------------------- | --------- |
| 2011 | Melhor Série de Drama | Frank Darabont, Tom Luse, Denise M. Huth | Indicado  |

## Visual Effects Society Awards
| Ano  | Categoria                                      | Nomeado(s)                                                         | Resultado |
| ---- | ---------------------------------------------- | ------------------------------------------------------------------ | --------- |
| 2011 | Melhor Efeitos Visuais em um Programa de Rádio | Sam Nicholson, Kent Johnson, Christopher D. Martin, Jason Sperling | Indicado  |

## Writers Guild of America Awards
| Ano  | Categoria                    | Nomeado(s) | Resultado |
| ---- | ---------------------------- | --- | --------- |
| 2010 | Melhor Nova Série            | Frank Darabont, Robert Kirkman, Glen Mazzara, Jack LoGiudice, Charles H. Eglee, Adam Fierro                                                 | Indicado  |
| 2011 | Melhor Escrita de Nova Mídia | John Esposito, Greg Nicotero (webisódios de Torn Apart: "A New Day", "Family Matters", "Neighborly Advice", "Step Mom" e "Everything Dies") | Pendente  |

## Young Artist Awards
| Ano  | Categoria                                                         | Nomeado(s)     | Resultado |
| ---- | ----------------------------------------------------------------- | -------------- | --------- |
| 2012 | Melhor Performance em Série de Televisão — Ator Jovem             | Chandler Riggs | Indicado  |
| 2012 | Melhor Performance em Série de Televisão — Atriz Jovem Recorrente | Madison Leisle | Indicado  |